# سینمای ژاپن

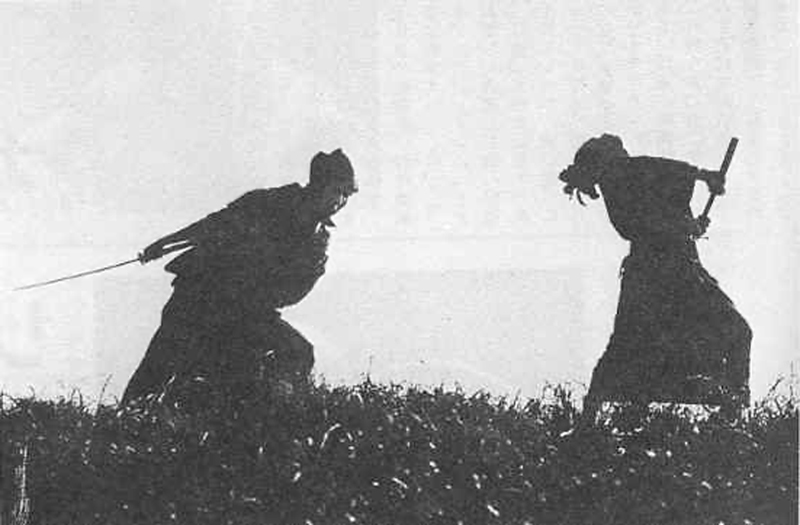
رونینگای (ماساهیرو ماکینو)

سینمای ژاپن (به ژاپنی: 日本映画، نیهون اِیگا) دارای تاریخی با بیش از صد سال سابقه است. ژاپن یکی از قدیمی‌ترین و بزرگترین صنعت‌های فیلم در جهان را داراست. در سال ۲۰۱۱ ژاپن با ۴۱۱ فیلم، مجموعاً ۲ میلیارد و ۳۳۸ میلیون دلار در گیشه بدست آورد.

## فیلم‌های مطرح سینمای ژاپن
از فیلم‌های مطرح ژاپنی می‌توان راشومون، داستان توکیو، هفت سامورایی، ریش‌قرمز، آشوب، سانشوی مباشر، گودزیلا، اوگتسو، یوجیمبو، هاراکیری، زن در ریگ روان، تامپوپو، مدفن کرم‌های شب‌تاب، آکیرا، طومار نینجا، سیزده آدمکش و شهر اشباح را نام برد.

## کارگردانان مطرح سینمای ژاپن
از کارگردانان بزرگ سینمای ژاپن می‌توان به آکیرا کوروساوا، کنجی میزوگوچی، یاسوجیرو اوزو، میکیو ناروسه، ماساکی کوبایاشی، تشیگاهارا هیروشی، کیسوکه کینوشیتا، کیهاچی اوکاموتو، کانتو شیندو، هیدئو گوشا، ناگیسا اوشیما، هایائو میازاکی، تاکشی کیتانو، تاکاشی میکه و هیروکازو کورئیدا اشاره کرد.

## برترین بازیگران تاریخ سینمای ژاپن
از بازیگران برجستهٔ تاریخ سینمای ژاپن می‌توان تاتسویا ناکادای، توشیرو میفونه، یوکو تسوکاسا، هیدکو تاکامینه، ماچیکو کیو، کینویو تاناکا، یوزو کایاما، ماسایوکی موری، تاکاشی شیمورا، چیشو ریو، کازوئو هاسه‌گاوا،  کیوکو کاگاوا، مینورو چیاکی، دایسوکه کاتو، یوشیکو اوتاکا،  ستسوکو هارا، ماریکو اوکادا، کونیکو میاکه، هاروکو سوگیمورا، شیما ایواشیتا، میکو هارادا، کونیه تاناکا و کاماتاری فوجیوارا را عنوان کرد.